# Сура Ібрагім
Сура Ібрагім (араб. سورة إبراهيم) — чотирнадцята сура Корану. Містить 52 аяти. Названа за іменем пророка Авраама (Ібрагіма).